# Gare de Shukugawa
La gare de Shukugawa (夙川駅, Shukugawa-eki) est une gare ferroviaire de la ville de Nishinomiya, dans la préfecture de Hyōgo au Japon. La gare est gérée par la compagnie Hankyu.

## Situation ferroviaire
La gare de Shukugawa est située au point kilométrique (PK) 18,3 de la ligne Hankyu Kobe. Elle marque le début de la ligne Hankyu Koyo.

## Histoire
La gare est inaugurée le 16 juillet 1920.

## Services aux voyageurs

### Accès et accueil
La gare dispose d'un bâtiment voyageurs, avec guichet, ouvert tous les jours.

### Desserte
- Ligne Hankyu Kobe :

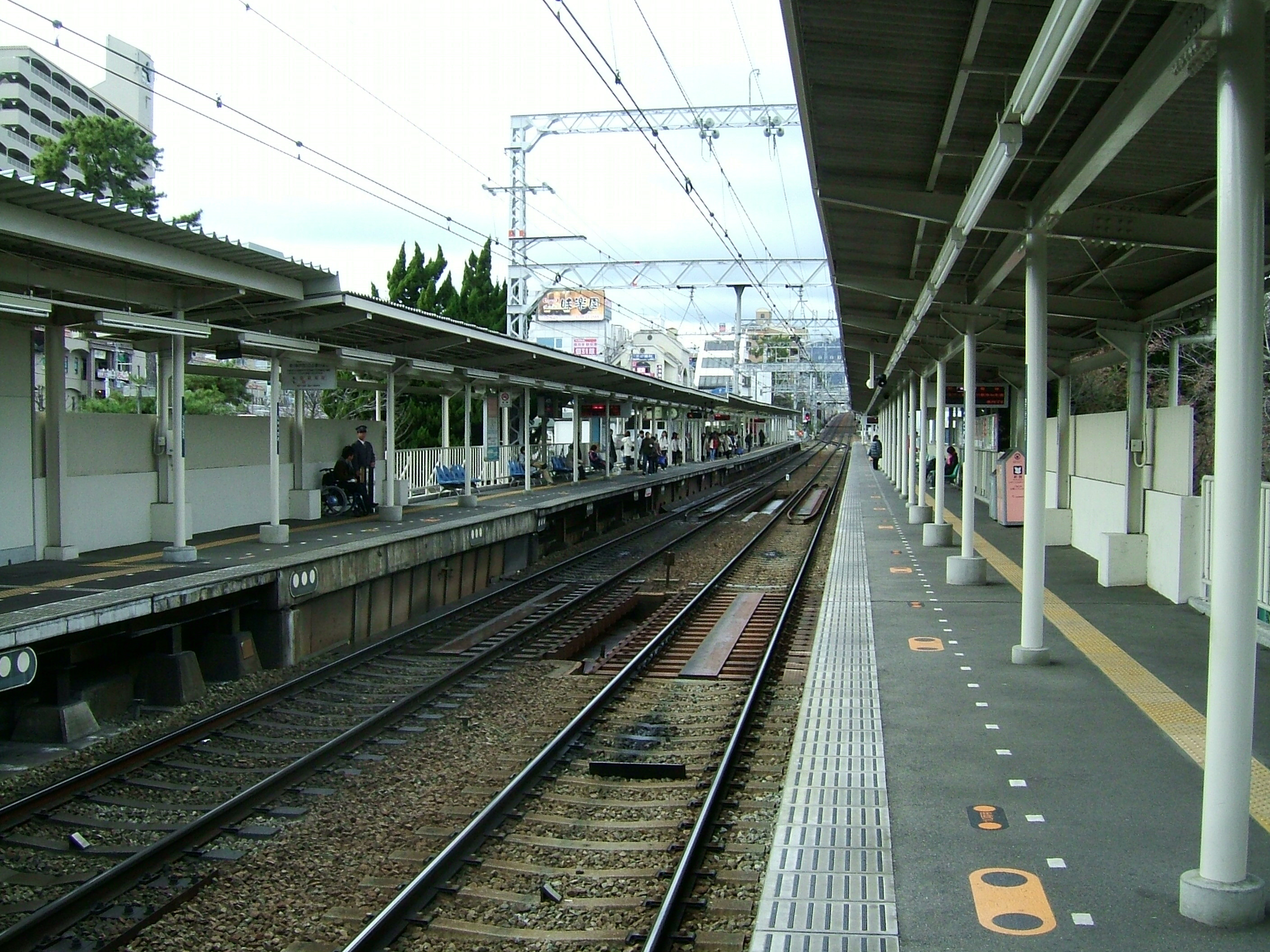
Vue des quais

  - voie 1 : direction Kobe-Sannomiya et Shinkaichi
  - voie 2 : direction Jūsō et Osaka-Umeda
- Ligne Hankyu Koyo :
  - voie 3 : direction Kōyōen

### Intermodalité
La gare de Sakurashukugawa de la JR West est située à 400 m au sud de la gare.